# Royal Begemann Group
De Royal Begemann Group (RBG) was een Nederlandse investeringsmaatschappij die werd opgericht door Joep van den Nieuwenhuyzen.
De naam van deze maatschappij is ontleend aan het bedrijf Koninklijke Begemann NV, dat in 1985 door Van den Nieuwenhuyzen werd opgekocht. Deze "bedrijvendokter" kocht zeer veel slechtlopende bedrijven op, splitste ze en verkocht de gezonde onderdelen. Na een reeks van schandalen, processen en faillissementen bestaat deze groep voornamelijk nog op papier.
In 2008 was er een reverse takeover van Ego Lifestyle waarmee de naam Begemann van de beurs is verdwenen. Huub van den Boogaard, oprichter van Ego Lifestyle, werd de nieuwe grootaandeelhouder. Ego richtte zich voornamelijk op luxe producten waaronder zeer exclusieve laptops, waarvan de prijzen uiteenliepen van zo'n 7000 tot 50.000 euro.
Een jaar later vroeg Ego Lifestyle uitstel van betaling aan. Het bedrijf stelde in de problemen te zijn gekomen door de economische recessie, waardoor de vraag naar luxeproducten was afgenomen. In het eerste halfjaar van 2009 leed het een verlies van 737.000 euro, bij een omzet van 324.000 euro.